# مورغان الكسندر
مورغان الكسندر (بالإنجليزية: Morgan Alexander)‏ (و. 1982  م) هو متزلج جماعي كندي، ولد في ريجاينا، شارك في الألعاب الأولمبية الشتوية 2006.

## روابط خارجية
- مورغان الكسندر على موقع IBSF (الإنجليزية)
- مورغان الكسندر على موقع أوليمبيديا (الإنجليزية)
- مورغان الكسندر على موقع اللجنة الأولمبية الكندية (الإنجليزية)